# Kameane, Peatîhatkî
Kameane (în ucraineană Кам`яне) este un sat în comuna Savro din raionul Peatîhatkî, regiunea Dnipropetrovsk, Ucraina.

## Demografie
Componența lingvistică a localității Kameane
     Ucraineană (92,59%)
     Rusă (7,41%)
Conform recensământului din 2001, majoritatea populației localității Kameane era vorbitoare de ucraineană (92,59%), existând în minoritate și vorbitori de rusă (7,41%).